# استان کمروو

استان کمروو در نقشهٔ روسیه.

استان کِمِروفو (به روسی: Ке́меровская о́бласть، تلفظ: کِمِرووْسکایا اُبلاسْت) یکی از استان‌های روسیه است.

## تاریخچه
این استان در ۲۶ ژانویه ۱۹۴۳ تأسیس شد ولی پیشینه‌ای بس کهن‌تر دارد.
قدیمی‌ترین شهر استان کمروفو شهر کوزنتسک است که از سال ۱۹۶۱ به این سو نووکوزنتسک نامیده می‌شود.
نووکوزنتسک در سال ۱۶۱۸ یعنی کمی پس از پیشروی یِرماک، رهبر نیروهای روسی کازاک در سیبری، بنیاد شد.
مردم استان کمروفو یکی از شهرنشین‌ترین ساکنان روسیه هستند به طوری‌که ۷۰ درصد از جمعیت استان در نه شهر این استان نشیمن دارند.
سیارکی به نام ۲۱۴۰ کمروفو که در سال ۱۹۷۰ توسط اخترشناس روسی تامارا میخائیلوونا، کشف شد به نام این استان نامگذاری شده‌است.

## جغرافیا

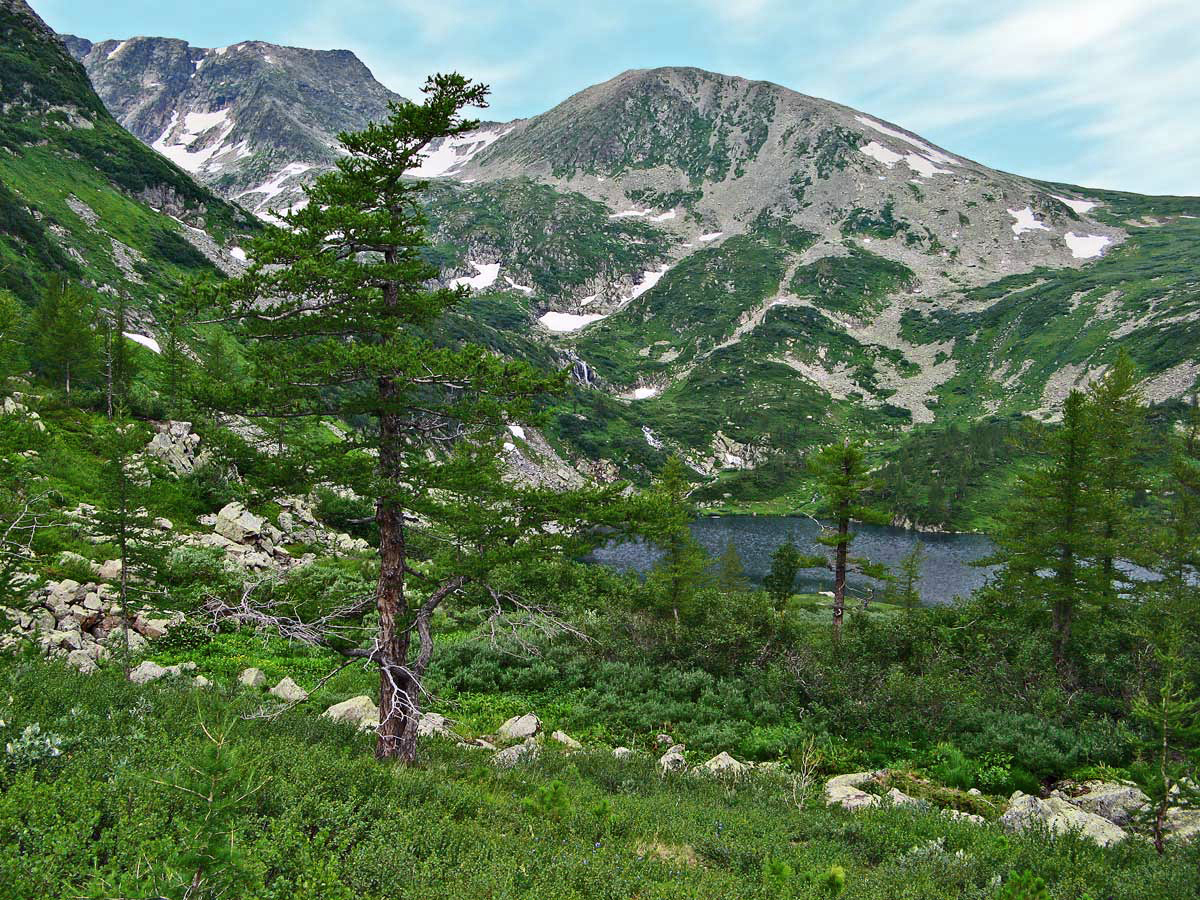

این استان در جنوب باختری سیبری یعنی در جایی که دشت سیبری غربی به کوه‌های سیبری جنوبی می‌پیوندد واقع شده‌است.
مرکز این استان شهر کمروف است.

## مردم
مردم استان کمروفو بیشتر روس هستند ولی اقلیت‌های اوکراینی، تاتار و چوواش
وتالش نیز در منطقه زندگی می‌کنند.
به خاطر وجود حوضه آبریز کوزنِتْسک این استان را گاه استان کوزباس (Кузба́сс) نیز نامیده‌اند.